# Hyperprosopon anale
Hyperprosopon anale és una espècie de peix pertanyent a la família dels embiotòcids.

## Descripció
- Pot arribar a fer 20 cm de llargària màxima (normalment, en fa 14).[3][4]

## Hàbitat
És un peix marí, demersal i de clima subtropical que viu fins als 91 m de fondària.

## Distribució geogràfica
Es troba al Pacífic oriental: des de Seal Rock (Oregon, els Estats Units) fins a les costes centrals de la Baixa Califòrnia (Mèxic).

## Observacions
És inofensiu per als humans.